# District de Yindu
Le district de Yindu (殷都区 ; pinyin : Yīndū Qū) est une subdivision administrative de la province du Henan en Chine. Il est placé sous la juridiction de la ville-préfecture d'Anyang.